# Chantal Jolis
Pour les articles homonymes, voir Jolis.
Chantal Jolis (née le 29 avril 1947, à Grenoble,, et morte le 27 février 2012, aux Îles-de-la-Madeleine) est une animatrice de radio québécoise. Elle est surtout connue pour ses émissions radiophoniques quotidiennes Bouchée double, L'Oreille musclée et Bachibouzouk présentées à la Première chaîne de Radio-Canada, et par son style dynamique, décontracté et accessible.

## Biographie
Chantal Jolis est issue d’une mère d'origine italienne et d’un père de lignée espagnole. Française dynamique et passionnée, au micro de radio France Inter à Paris mais seulement « tolérée » par ses patrons, elle arrive au Québec en 1980, pour quinze jours, à l'âge de 33 ans, lors d'un petit échange des Radios francophones publiques. Aussitôt à Montréal, s'y sentant très bien accueillie telle quelle, l'esprit ouvert et vif et le ton aussi sérieux que rieur, chaleureux et familier,, Radio-Canada lui offrant un contrat, elle en fait son pays.
Dès son arrivée en ondes en 1980 au Québec, Chantal Jolis dévoile ses passions : la culture (lecture, cinéma, musique), mais surtout l'amour des gens, de la vie, du rire contagieux… et de la radio qui brasse le tout jusqu'à l'apaisante relation. Elle est « une bouffée d'air frais pour notre radio publique […] avec cette spontanéité à des années-lumière de la psycho-rigidité radio-canadienne de l'époque » se souvient entre autres la journaliste québécoise Nathalie Petrowski. D'abord l'après-midi, en tandem avec Jean-François Doré à Bouchées doubles, et en solo avec C'est du Jolis. Puis, à L'oreille musclée, diffusée tous les jours en fin d'avant-midi, de 1983 à 1986, elle réinvente la case du matin et met la table pour les Charette, Bazzo et autres animatrices qui auront du succès à lui succéder, chacune à sa façon.
Après une escapade chez un compétiteur, rien n'a plus jamais été pareil entre Radio-Canada et Chantal Jolis : Guy Fournier est venu la chercher, en 1986, pour animer le talk-show de fin de soirée à la Télévision Quatre-Saisons naissante, populiste, qui a mission de seulement divertir… et cette émission télévisée, Jolis à croquer, n'eut pas le succès prévu, devant ce public très différent, et indifférent, qui fut rebuté par son « accent français de France », sa culture, son style… La Société Radio-Canada, loin d'être habituée au maraudage, à l'époque, n'avait pas prévu son retour radiophonique et ne voulut lui offrir encore un micro qu'après un délai de plusieurs années et que pour des remplacements temporaires et des chroniques dans les émissions des autres. Déçue, Chantal Jolis accepte alors, en 1991, de coanimer auprès du populaire Jean Cournoyer une émission radiophonique le midi à CKAC, mais est remerciée de ses services au bout d'un an. Quand elle retrouve son micro à Radio-Canada, il est « à portée réduite, à l'écart des heures de grande écoute », dont pour encore C'est du Jolis : 15 jours en décembre 1999 et un an en 2000. 
À la télévision de Radio-Canada, elle avait mené de nombreuses séances de critiques cinématographiques en tandem avec René Homier-Roy (deux joyeux entêtés, aux sensibilités et réactions souvent très différentes), dans l'émission À première vue, de 1982 à 1989. Elle a aussi tenu, en carrière, plusieurs entrevues mémorables, dont avec Léo Ferré, Serge Gainsbourg et (quelques jours avant sa mort, à l'été 1988) Félix Leclerc. 

### La musique et les «îles jolies» (les années 2000)

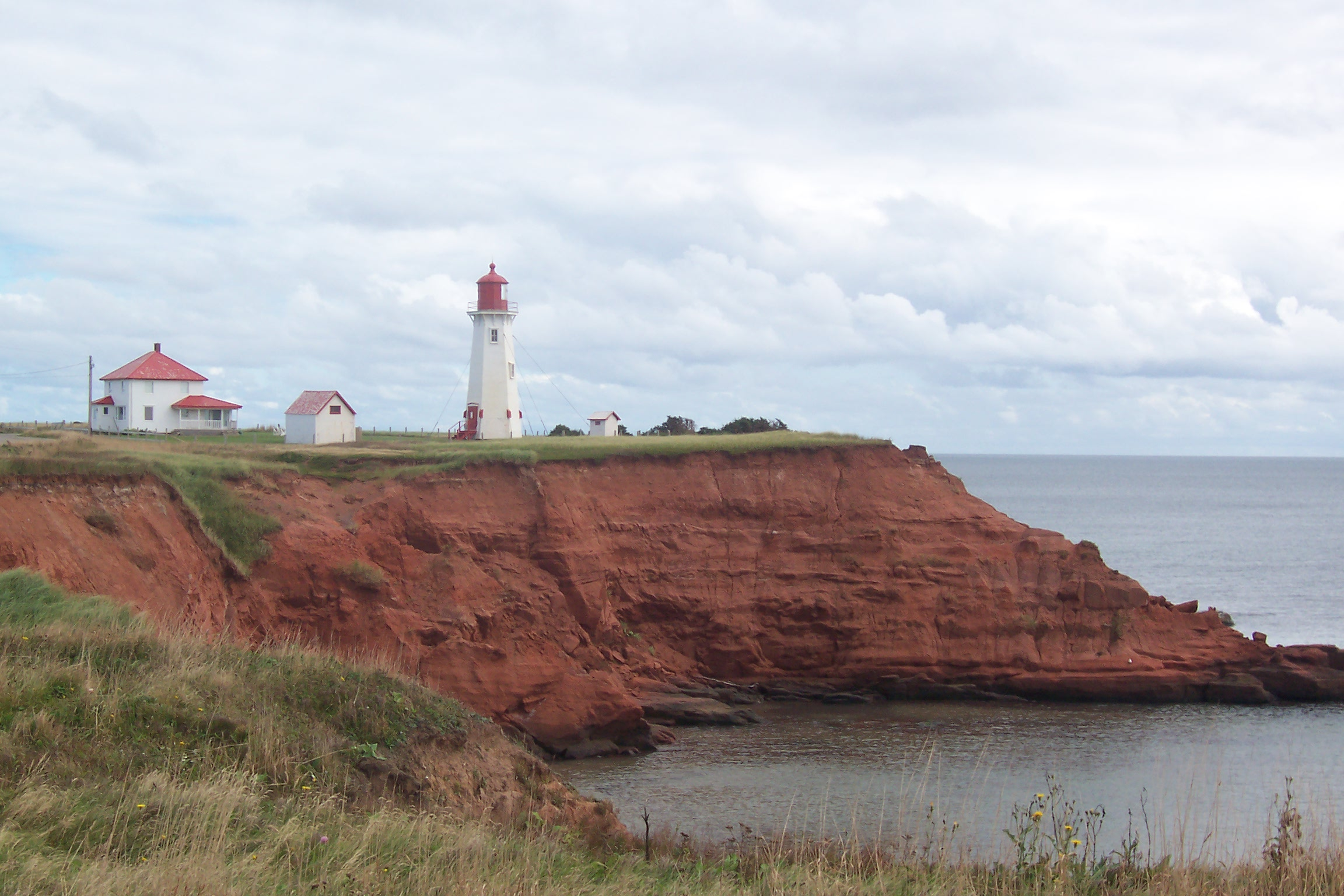
Phare de l'Anse-à-la-Cabane, à Bassin, sur la côte sud-ouest de l'Île du Havre Aubert.

Puis il y eut Les îles jolies, qu'elle anime et produit tout l'été 2002 à partir de son pied-à-terre aux Îles-de-la-Madeleine… puis Un petit air de samedi soir, Bachibouzouk et Quand le chat n'est pas là…
Elle est aussi l'instigatrice, au micro, de la section musique du monde dans la subdivision Espace Musique à la radio de Radio-Canada. Mais, à la fin de l'année 2007, à l'âge de 60 ans, la maladie de Parkinson lui est diagnostiquée. 
En 2009, après quelque 40 ans de carrière (dont ses ultimes 30 ans à la pige au Québec), les symptômes de cette maladie lui devenant de plus en plus accaparants, elle perd son micro, les patrons de l'Espace Musique la mutant, vu son handicap croissant, à l'application web « musique du monde » de cette radio — mais elle espère encore une certaine guérison… pour son éventuel retour au micro,…
D'une famille d'origine catholique, mais « pas du tout » portée sur les bondieuseries, elle avait vécu son enfance dans la France républicaine, mais dans un réseau scolaire religieux, avec 13 années comme pensionnaire au couvent. « Je croyais en Dieu, sans aimer la religion. J'étais perdue et révoltée », dit-elle à la mi-septembre 2007, dans l'entrevue qu'elle accorde au Devoir, après avoir révélé (à l'émission du matin de la première chaîne, Pour la suite des choses) à Patrick Masbourian puis (sur Bazzo.tv) à Marie-France Bazzo, sa récente conversion à l'Islam à l'occasion d'un rare voyage au Maroc pour un festival de musique sacrée. — Il s'agit surtout d'une déclaration d'appui à ses amis de cette culture et allégeance, un égard à leur foi comme à leur art et musique, et d'une longue entreprise d'étude et de réflexion… avoue-t-elle en public, en ajoutant d'ailleurs qu'elle fume encore un peu et n'a pas tout à fait abandonné l'alcool, ni commencé à apprendre la langue du Coran, ni pouvoir faire ramadan…

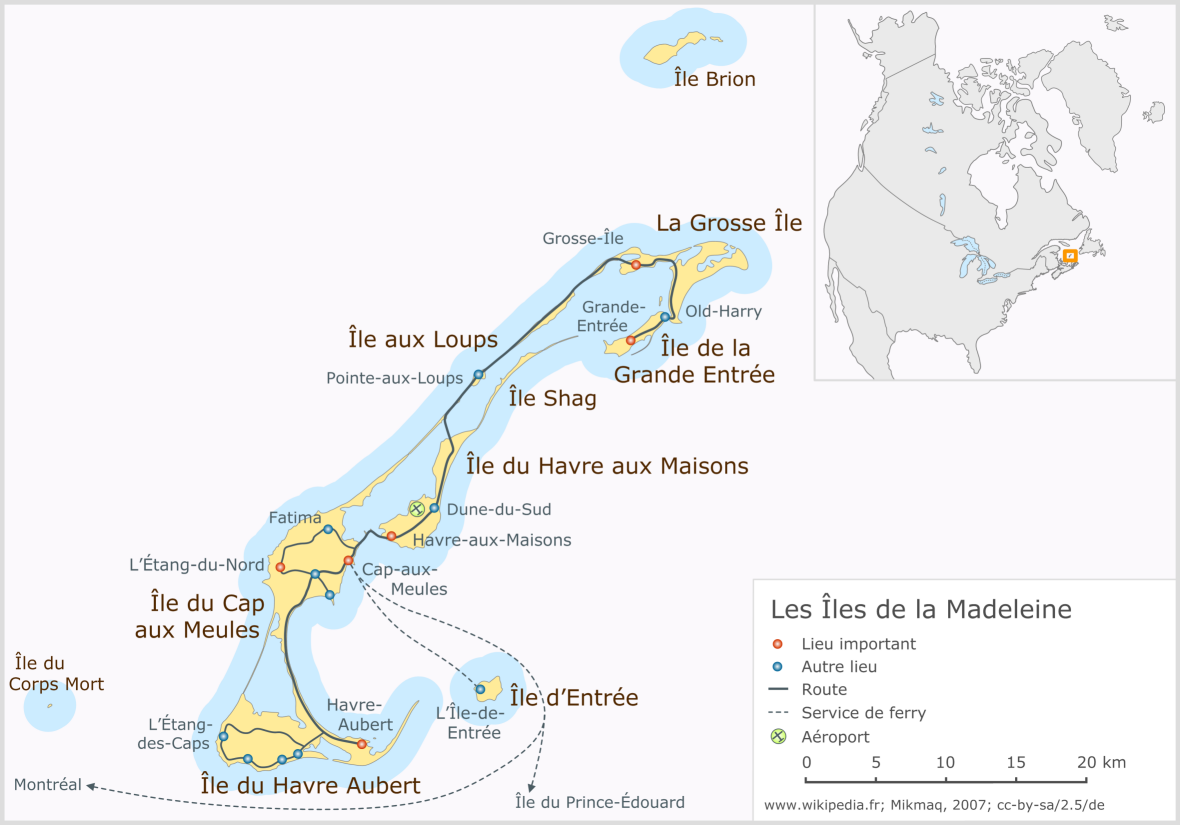
L'Île du Havre Aubert, au sud-ouest, dans l'archipel des Îles-de-la-Madeleine.

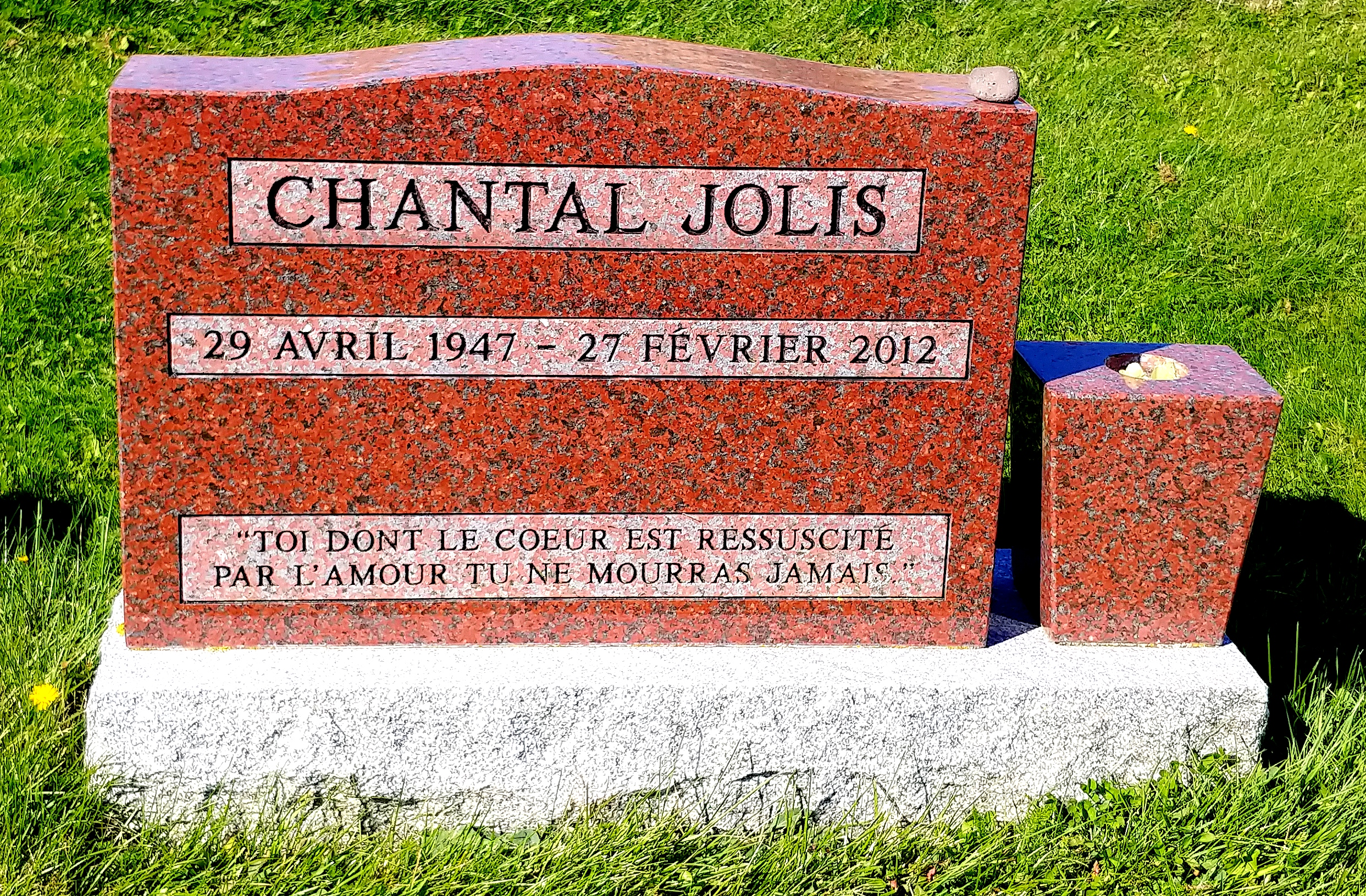
Pierre tombale de Chantal Jolis au cimetière de Havre-Aubert

Elle meurt de la maladie de Parkinson le lundi 27 février 2012, aux Îles-de-la-Madeleine, où elle s'était réinstallée, au mois de juin 2011. C'est là, en plein centre du Golfe du Saint-Laurent, qu'elle est enterrée le vendredi 2 mars au cimetière de Havre-Aubert. Lui survivent sa mère Solange (décédée le 28 mars 2013), ses deux fils, Saddia et Alexis (ce dernier, issu de son mariage avec le journaliste et animateur Michel Désautels), ainsi que ses six petits-enfants.

« Chantal a fait exploser la radio avec son ouverture, son style dynamique et un ton qui n'avait jamais été entendu ici. Elle était venue pour deux semaines et le standard téléphonique ne dérougissait plus. Les gens de Radio-Canada lui ont offert un contrat. Le temps d'aller chercher son fils Saddie et ses affaires en France et elle est revenue. »

— Michel Désautels, conjoint de Chantal Jolis durant de nombreuses années, qui est allé la visiter avec leurs deux fils, Saddia et Alexis Jolis-Désautels, en janvier 2012.

## Radio
- Bouchée double, Première chaîne de Radio-Canada
- L'Oreille musclée, Première chaîne de Radio-Canada
- Bachibouzouk, Première chaîne de Radio-Canada
- Chroniqueuse littéraire, à Indicatif Présent, Première chaîne de Radio-Canada

## Télévision
- À première vue (1982-1989), avec René Homier-Roy, SRC
- Jolis à croquer (1986), TQS

## Filmographie
- Le Jouet (1976), film français de Francis Veber, avec Pierre Richard… : une domestique

## Doublage
- L'Inspecteur ne renonce jamais (1976) : l'inspecteur Kate Moore (Tyne Daly)